# La Chapelle-Gauthier (Seine-et-Marne)
La Chapelle-Gauthier is een gemeente in het Franse departement Seine-et-Marne (regio Île-de-France) en telt 1341 inwoners (2004). De plaats maakt deel uit van het arrondissement Melun.

## Geografie
De oppervlakte van La Chapelle-Gauthier bedraagt 17,5 km², de bevolkingsdichtheid is 76,6 inwoners per km².
De onderstaande kaart toont de ligging van La Chapelle-Gauthier (Seine-et-Marne) met de belangrijkste infrastructuur en aangrenzende gemeenten.

## Demografie
Onderstaande figuur toont het verloop van het inwonertal (bron: INSEE-tellingen).